# Dimitrios Rallis
Dimitrios Rallis (även Ralli eller Rhallis, grekiska: Δημήτριος Ράλλης), född 1844 i Aten, död den 6 augusti 1922, var en grekisk politiker, son till Georgios Alexandros Rallis, en av kung Ottos ministrar; far till Ioannis Rallis, premiärminister under andra världskriget, farfar till Georgios Rallis, premiärminister i början av 1980-talet. 
Rallis studerade juridik i Paris och blev juris doktor där, ägnade sig därefter i Aten åt advokatverksamhet och invaldes i grekiska deputeradekammaren 1872. Han samlade omkring sig en liten, men inflytelserik grupp deputerade, blev 1875 undervisningsminister, var 1882-83 justitieminister i Trikoupis ministär och var maj-november 1893 inrikesminister i ministären Sotiropoulos. 
I spetsen för sin partigrupp, vilken 1890 organiserades under namnet "den nationella oppositionen", påyrkade Rallis med mycken iver krig med Turkiet för Kretafrågans skull. Han hade stor andel i tillkomsten av 1897 års krig och blev, när ministären Delyannis den 29 april 1897 nödgades avgå efter nederlagen vid Larisa och Trikala, själv konseljpresident och sjöminister.
Rallis lyckades (efter nya motgångar för de grekiska vapnen) vinna stormakternas bistånd för ernående av fred med Turkiet på skonsamma villkor, men den 30 september samma år nödgade honom ett misstroendevotum i deputeradekammaren att avgå. Juli-december 1903 var han ånyo premiärminister och innehade då även utrikes- och finansportföljerna, och juli 1904 bildade Rallis ånyo ministär samt blev även då utrikes- och finansminister.
Redan i december samma år avlöstes han av Delyannis. Då denne mördats (juni 1905), blev Rallis ånyo konseljpresident, utrikes- och finansminister, men han avgick redan i december samma år, på grund av att ministären inte lyckades få sin kandidat vald till deputeradekammarens president. Han ledde därefter oppositionen mot sin efterträdare Theotokis och var ånyo en kort tid konseljpresident och finansminister (juli-augusti 1909). 
Under den politiska krisen 1910 bekämpade Rallis i samförstånd med Theotokis i de gamla personliga partigruppernas intresse ministären Dragoumis, och våren 1915 stödde han ministären Gounaris, sedan Venizelos avgått efter att ej ha lyckats genomdriva Greklands omedelbara ingripande i det stora kriget på trippelententens sida mot Turkiet. 
Han var justitieminister oktober 1915-juni 1916 i ministärerna Zaimis och Skouloudis samt därefter finansminister under Zaimis juni-september 1916 och maj-juni 1917. Som fjärde gången konseljpresident, 17 november 1920-februari 1921, anordnade han folkomröstning om konung Konstantins återkallande, men stod efter dennes återkomst i inflytande på regeringens politik tillbaka för sin krigsminister, Gounaris, och återgick därför snart, och denna gång definitivt, till privatlivet.